# Hirano-ku
Hirano (平野区, -ku) é uma das 24 cidades de Osaka. Ela tem cerca de 200,000 residências.